# 烏克蘭駐韓國大使館
烏克蘭駐韓大使館（烏克蘭語：Посольство України в Республіці Корея）是乌克兰對大韩民国所設的外交代表機構，館址位於首爾特別市龍山區梨泰院路45街21號。本館伴隨1991年烏克蘭獨立、1992年烏韓建交等背景，於1997年正式在韓開館，起初的館址位於首尔市內的瑞草區，後分別在2002年、2015年歷經兩度搬遷，入駐現址辦公。

## 歷史
烏克蘭於1991年8月24日隨蘇聯解體而獨立建國，並自該年12月30日起獲得韓國承認，兩國遂在1992年2月10日簽訂了建交公報。繼韓國駐烏大使館在烏國首都基輔開館後，烏克蘭方面先是於1995年任命韓國企業家王虎相（왕호상）為烏克蘭駐韓名譽總領事、負責兩國民間外交業務，後又在1997年10月正式設立烏克蘭駐韓大使館，第一代大使米哈伊爾·列茲尼克則從9月起上任。
烏克蘭大使館啟用之初的辦公處址位於漢城（今首爾）瑞草區瑞草洞的外交中心（외교센터）。2002年12月起，烏克蘭駐韓大使館從瑞草的舊址遷入龍山區東冰庫洞、座落在場門路（장문로）51號的獨棟建築內運作。2012年，烏克蘭大使館為紀念烏韓建交20周年，而著手規劃了系列活動，包括「在韓烏克蘭文化日」、及8月24日的烏克蘭獨立日招待會等。2015年1月30日後，館址則正式移轉到梨泰院路45街21號的現址上。

## 館務
烏克蘭駐韓大使館以大使為首長，尚下設有領事處及分管政務、經濟貿易、科學技術、法務、文化暨新聞等各類業務的秘書。除大使館本館之外，烏克蘭駐韓名譽總領事館亦位於首爾，辦事處設在麻浦區東幕路（동막로）101號，領事業務範圍涵蓋慶尚北道、慶尚南道、全羅北道、全羅南道、濟州島及首爾、釜山、大邱、蔚山、光州等市。

## 歷代館長
| 譯名                | 原名 | 任期                  | 位階 |
| ------------------- | ---- | --------------------- | ---- |
| 米哈伊爾·列茲尼克   |      | 1997年9月－2001年10月 | 大使 |
| 弗拉基米爾·富爾卡洛 |      | 2001年11月－2005年3月 | 大使 |
| 尤里·慕什卡         |      | 2006年5月－2008年9月  | 大使 |
| 弗拉基米爾·別拉紹夫 |      | 2008年9月－2011年5月  | 大使 |
| 瓦西里·馬爾馬佐夫   |      | 2011年9月－2017年6月  | 大使 |
| 亞歷山大·霍林       |      | 2017年6月－           | 大使 |